# Río San Juan (Colombia)
El río San Juan es un importante río de Colombia que desemboca en el océano Pacífico, nace en el departamento de Antioquia y discurre por el departamento de Risaralda, departamento del Chocó y el departamento del Valle del Cauca. Tiene una longitud de 380 km y drena una cuenca de 15 000 km².

## Geografía
El río San Juan nace en el cerro de Caramanta, departamento de Antioquia, en la cordillera occidental de los Andes colombianos. La cuenca alta se ubica en el departamento de Risaralda y la media y baja en el departamento del Chocó.
Sus aguas corren en su  mayoría por departamento del Chocó, del nororiente hacia el suroccidente, en dirección opuesta al río Atrato, del cual está separado por el istmo de San Pablo.
Desemboca en el océano Pacífico, en Litoral de San Juan, en los límites con el departamento del Valle del Cauca, a través de un delta de unos 300 km², denominado «Siete Bocas», y que está situado a unos 60 km al noroeste del puerto de Buenaventura, Valle del Cauca, e incluye numerosas islas rodeadas de manglares.
A pesar de que la extensión de la cuenca se limita a 15 000 km², dada la abundancia de precipitaciones en la región, el río tiene tanto caudal como el río Rin, por lo que se considera como uno de los ríos importantes del país.

## Navegabilidad
El río San Juan es navegable unos 180 km. Los puertos principales son Istmina y  Negría.

## Hidrometría
El caudal del río ha sido observado durante 25 años (1965-1990) en Peñitas, ubicada a poca distancia de su desembocadura en el mar.
En Peñitas, el módulo de flujo anual promedio observado durante ese período fue 2055 m³/s, para una superficie estudiada de más o menos 14 000 km², o sea más del 90 % del total de la cuenca del río.
La lámina de agua, que mide el flujo vertido de las precipitaciones en la cuenca del río, asciende a 4630 milímetros por año, que se debe considerar muy alta.
Como río de la región ecuatorial, el San Juan es alimentado abundantemente durante todo el año. Hay dos períodos de inundación, el primero a  en mayo y junio, el segundo, mucho más grande, en octubre y noviembre. Hay dos períodos intermedios, de los cuales registra un descenso más pronunciado de la lluvia, el de febrero  a marzo. La tasa promedio mensual en marzo (bajo caudal mínimo) alcanza 1495 m³/s, un poco más de la mitad de la tasa media para el mes de octubre (2682 m³/s), lo que muestra una amplitud de las variaciones estacionales relativamente baja. En el período de observación de 25 años, el flujo mínimo mensual fue de 794 m³/s, mientras que el flujo mensual máxima fue de 4260 m³/s.
| Caudal medio mensual del San Juan en la estación hidrométrica de Peñitas (Datos calculados en 25 años, 1965-90, en m³/s) |
| |